# 123-as busz (Budapest)
A budapesti 123-as jelzésű autóbusz a Határ út metróállomás és a Soroksár, IKEA áruház között közlekedik. A járatot a Budapesti Közlekedési Zrt. üzemelteti. A járműveket a Dél-pesti autóbuszgarázs állítja ki. Ünnepnapokon a 123A járat közlekedik helyette a Szentlőrinci úti lakótelepig. Útvonala a Határ út és a Szentlőrinci úti lakótelep között megegyezik a 123A járatéval.

## Története
1974. szeptember 2-án indult 23Y jelzéssel az Ady Endre tér és a Vécsey utcai lakótelep között. 1977. január 1-jén – M3-as metróvonal első (Nagyvárad tér–Deák tér) szakaszának megnyitásakor – a 123-as jelzést kapta. Az M3-as metróvonal II/A (Nagyvárad tér–Kőbánya-Kispest) szakaszának átadásával útvonalát a Határ útig hosszabbították, és jelzését 123-asra módosították. 1981. február 16-ától ismét 123-as jelzéssel járt. 1991-ben útvonalát a Szentlőrinci úti lakótelepig hosszabbították.
2006. október 1-jétől a Távíró utca megállót is érinti.
2008-ban átszervezték a 123-as és a 154-es buszcsaládot. 2008. augusztus 21-étől a 123-as Soroksár, Auchan áruház végállomásig közlekedett a 154-es és 154A buszok helyett, emellett betétjárat indult a Határ út és a Szentlőrinci úti lakótelep között 123A jelzéssel. A 154-es, a 154A és a 154B járatok szeptember 5-éig még jártak, ekkor új járat indult 199-es jelzéssel a Határ út és az Áchim András utca között.
2015. október 1-jétől a 123-as és a 123A busz a Száva kocsiszínnél is megáll.
2017. június 14-étől a soroksári IKEA áruházig közlekedik.
2021. október 9-étől hétvégente és ünnepnapokon, valamint 2024. február 12-étől munkanapokon 20 óra után az autóbuszokra kizárólag az első ajtón lehet felszállni, ahol a járművezető ellenőrzi az utazási jogosultságot.

## Útvonala
| Soroksár, IKEA áruház felé |
| Határ út M vá. – Ferde utca – Határ út – Mártírok útja – Temesvár utca – Ady Endre tér – Wesselényi utca – Orsolya utca – Pacsirta utca – Virág Benedek utca – Köves út – Újtelep út – Szent László utca – Buszforduló utca – Fatimai utca – Szent László utca – Szentlőrinci úti lakótelep mh. – Szent László utca – Szentlőrinci út – autópálya-szervizút – felüljáró – áruházi parkoló – Auchan belső út – Auchan áruház parkoló – belső út – Soroksár, IKEA áruház vá.                                                                            |
| Határ út felé |
| Soroksár, IKEA áruház vá. – belső út – Auchan áruház parkoló – Auchan belső út – Szentlőrinci út – autópálya-szervizút – Tesco lehajtó – felüljáró – Tesco bekötőút – Szentlőrinci út – Szent László utca – Buszforduló utca – Fatimai utca – Szent László utca – Szentlőrinci úti lakótelep mh. – Szent László utca – Újtelep út – Köves út – Virág Benedek utca – Ábrahám Géza utca – Eperjes utca – Wesselényi utca – Ady Endre tér – Temesvár utca – Mártírok útja – Határ út – Távíró köz – Távíró utca – Üllői út – Ferde utca – Határ út M vá. |

## Megállóhelyei
Az átszállás kapcsolatok között az azonos útvonalon, de csak a Határ út és Szentlőrinci úti lakótelep között közlekedő 123A busz nincs feltüntetve.
| 0  | Határ út M végállomás                  | 33 | 66, 66B, 66E, 84E, 89E, 94E, 99, 142E, 194, 194B, 294E 42, 50, 52 626, 628, 629, 660 1080, 1110 | Autóbusz-állomás, Metróállomás, Shopmark bevásárlóközpont |
| ∫  | Száva kocsiszín                        | 32 |                                                                                                 | Száva kocsiszín                                           |
| ∫  | Távíró utca                            | 30 | 84E, 89E, 181, 281                                                                              |                                                           |
| 2  | Mészáros Lőrinc utca                   | ∫  | 66, 66B 52                                                                                      |                                                           |
| 4  | Nagykőrösi út / Határ út               | 28 | 54, 55, 66, 66B, 66E, 84E, 89E, 94E, 148, 254E, 255E, 294E 3, 52                                |                                                           |
| 5  | Mártírok útja / Határ út               | 25 | 66, 66B, 148 3, 52                                                                              |                                                           |
| 6  | Szigligeti utca                        | 24 | 66, 66B, 148                                                                                    |                                                           |
| 7  | Kossuth Lajos utca / Mártírok útja     | 23 | 66, 66B, 148                                                                                    |                                                           |
| 8  | Mártírok útja / Nagysándor József utca | 22 | 99, 151                                                                                         |                                                           |
| 9  | Zobor utca                             | 21 | 99                                                                                              |                                                           |
| 10 | Magyar utca                            | 20 | 99                                                                                              |                                                           |
| 11 | Temesvár utca / Mártírok útja          | 19 | 99                                                                                              |                                                           |
| 13 | Ady Endre tér                          | 18 | 99, 224, 224E                                                                                   |                                                           |
| 14 | Wesselényi utca / Eperjes utca         | 17 | 224, 224E                                                                                       |                                                           |
| 15 | Szalárdi Mór utca                      | ∫  | 224, 224E                                                                                       |                                                           |
| 16 | Pacsirta utca                          | ∫  | 224, 224E                                                                                       |                                                           |
| ∫  | Eperjes utca                           | 16 | 224, 224E                                                                                       |                                                           |
| 17 | Előd utca                              | 15 | 35, 224, 224E                                                                                   |                                                           |
| 18 | Jahn Ferenc Kórház                     | 14 | 35, 36, 135, 224, 224E                                                                          | Jahn Ferenc Kórház                                        |
| 19 | Mesgye utca                            | 13 | 35, 36, 135, 224, 224E                                                                          |                                                           |
| ∫  | Maros utca                             | 12 | 35, 135, 224, 224E                                                                              |                                                           |
| 20 | Dinnyehegyi út                         | 12 | 35, 135, 224, 224E                                                                              |                                                           |
| 21 | Szent László utca / Újtelep út         | 11 | 35, 135, 224, 224E                                                                              |                                                           |
| 22 | Szentlőrinci úti lakótelep             | 10 | 35, 224, 224E                                                                                   | Szentlőrinci úti lakótelep                                |
| 23 | Szent László utca / Újtelep út         | ∫  | 35, 135, 224, 224E                                                                              |                                                           |
| ∫  | Sósmocsár út                           | 8  | 135                                                                                             |                                                           |
| 23 | Soroksár, Kertvárosi körút             | ∫  | 135                                                                                             |                                                           |
| 29 | Soroksár, Auchan áruház                | 3  | 135                                                                                             | Auchan áruház                                             |
| 32 | Soroksár, IKEA áruház végállomás       | 0  | 135                                                                                             | IKEA áruház                                               |

## Képgaléria

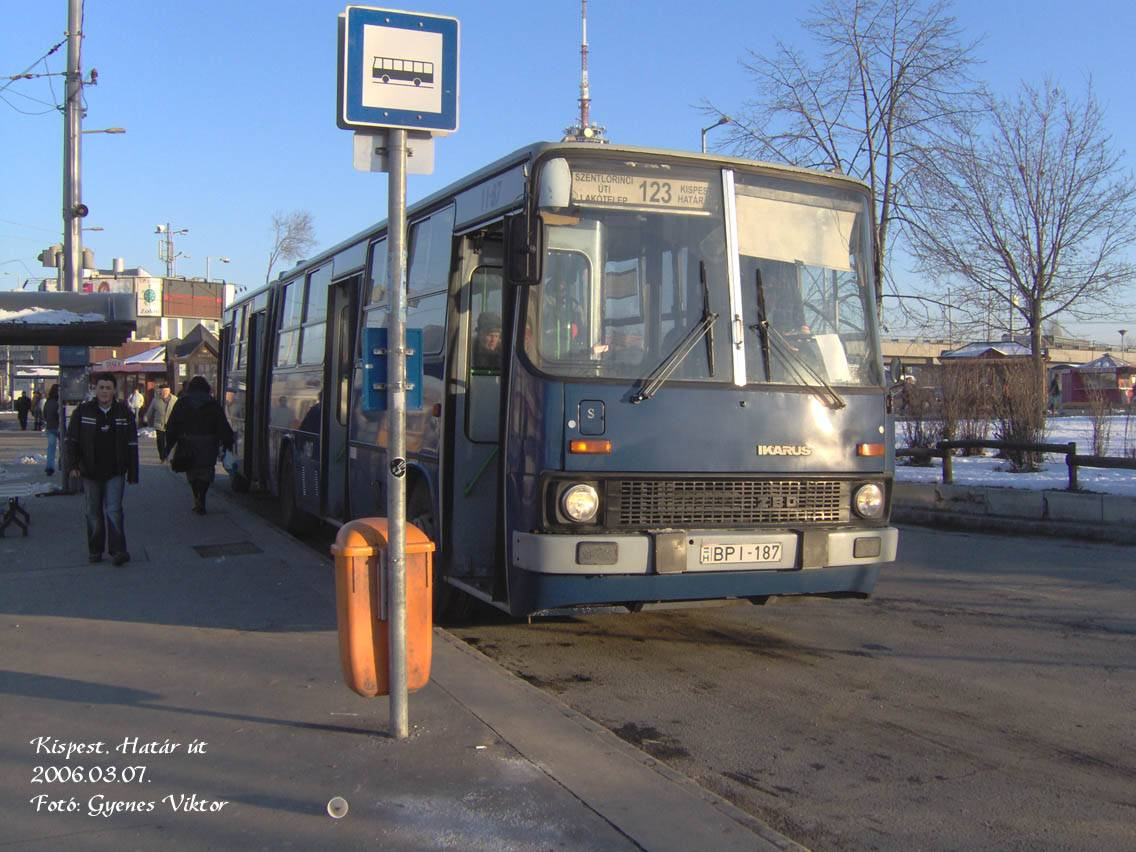
Ikarus 280-as busz a Határ úti végállomáson
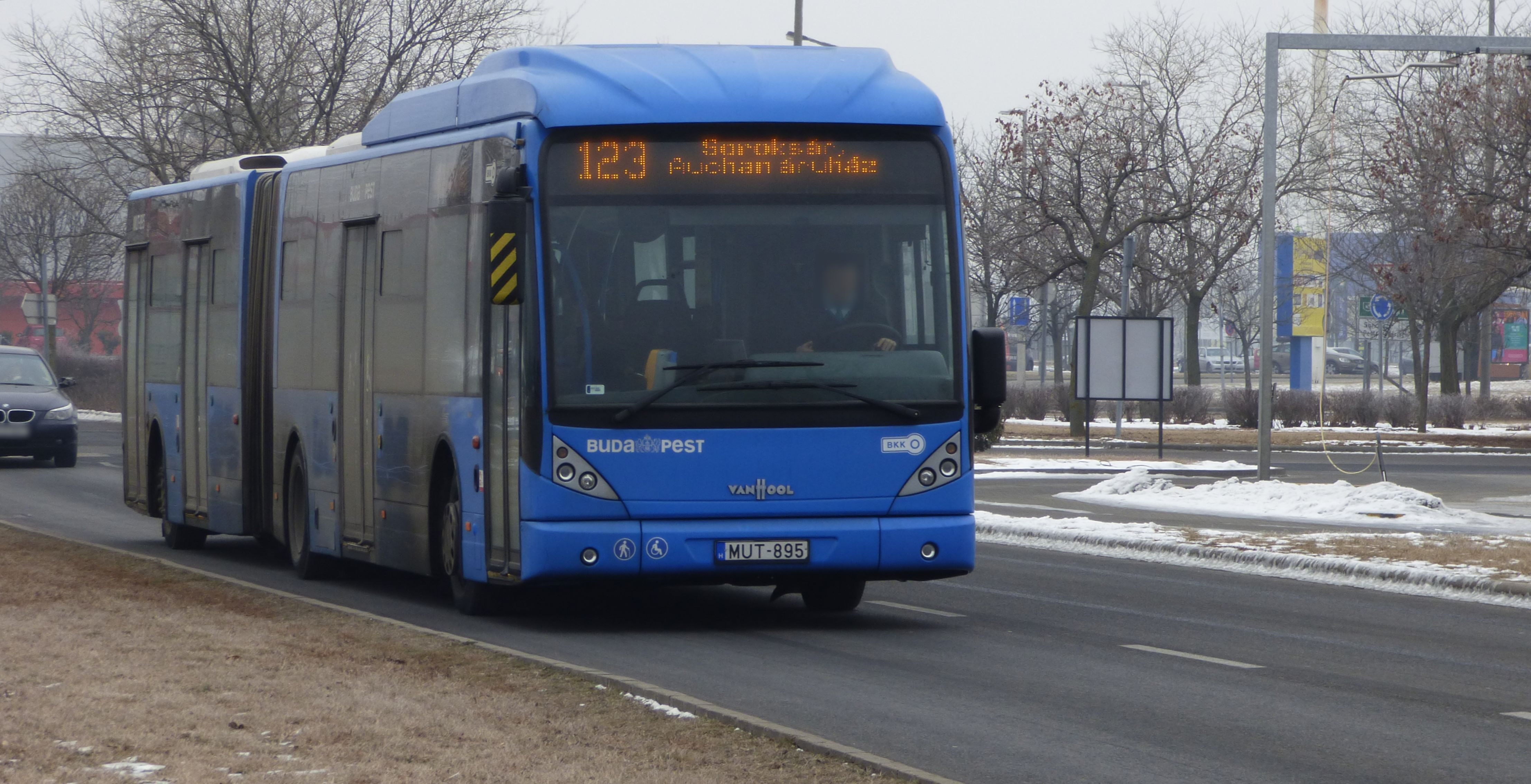
Van Hool newAG300-as busz az Auchan előtt